# Jurij Rytcheu
Jurij Sergejevič Rytcheu (Ю́рий Серге́евич Рытхэ́у, 8. března 1930 Uelen — 14. května 2008 Petrohrad) byl ruský spisovatel čukčského původu.

## Život
Pocházel z rodiny lovců, jeho dědeček byl šamanem. Dostal jméno Rytcheu, což v čukštině znamená „neznámý“; v dospělosti přijal ruské jméno a otčestvo od svého známého, příslušníka geologické expedice, což byla podmínka k udělení občanské legitimace. V mládí pracoval jako námořník a přístavní nosič, přispíval do časopisu Sovětská Čukotka. Roku 1949 odjel z Čukotky do Leningradu, kde vystudoval filozofickou fakultu tamní univerzity. Roku 1953 vydal v ruštině svoji první knihu, sbírku povídek Lidé z našeho pobřeží, a v roce 1954 byl přijat do Svazu sovětských spisovatelů.
Jeho knihy byly přeloženy do řady jazyků a byly sovětským režimem prezentovány jako doklad péče státu o kulturu malých sibiřských národů. V roce 1967 Rytcheu vstoupil do Komunistické strany Sovětského svazu. Za své dílo obdržel Státní cenu a Řád rudého praporu práce. Jezdil přednášet na Západ, díky znalosti angličtiny pracoval pro UNESCO. Časem začal své knihy psát v čukštině, v letech politického uvolnění se zabýval i do té doby tabuizovaným tématem původní čukotské spirituality.
Přeložil do čukštiny román Tichona Sjomuškina Na Čukotce svítá, později překládal také Puškina nebo Tolstého. Je autorem libreta k suitě Eduarda Artěmjeva Teplo Země a scénáře filmu Kdo jde stopou rosomáka, který natočil roku 1978 režisér Georgij Kropačjov. Zemřel v roce 2008 v Petrohradu na mnohočetný myelom.